# Santiago Franca
Santiago Franca Ascarate (Montevideo, 26 ottobre 2002) è un calciatore uruguaiano, difensore del Fénix.

## Caratteristiche tecniche
È un difensore centrale.

## Carriera
Franca è cresciuto nel settore giovanile del Fénix ed ha debuttato in prima squadra il 3 giugno 2022 nell'incontro di Primera División perso 1-0 contro l'Albion. Ha segnato il suo primo gol il 3 marzo 2024 nell'incontro perso 2-1 contro il Boston River.

## Statistiche

### Presenze e reti nei club
Statistiche aggiornate al 19 maggio 2024.
| Stagione        | Squadra         | Campionato      | Campionato | Campionato | Coppe nazionali | Coppe nazionali | Coppe nazionali | Coppe continentali | Coppe continentali | Coppe continentali | Altre coppe | Altre coppe | Altre coppe | Totale | Totale | Totale |
| Stagione        | Squadra         | Comp            | Pres       | Reti       | Comp            | Pres            | Reti            | Comp               | Pres               | Reti               | Comp        | Pres        | Reti        | Pres   | Reti   |        |
| --------------- | --------------- | --------------- | ---------- | ---------- | --------------- | --------------- | --------------- | ------------------ | ------------------ | ------------------ | ----------- | ----------- | ----------- | ------ | ------ | ------ |
| 2022            | Fénix           | PD              | 4          | 0          | CU              | 1               | 0               |                    | -                  | -                  |             | -           | -           | 5      | 0      |        |
| 2023            | Fénix           | PD              | 19         | 0          | CU              | 2               | 0               |                    | -                  | -                  |             | -           | -           | 21     | 0      |        |
| 2024            | Fénix           | PD              | 6          | 1          | CU              | 0               | 0               |                    | -                  | -                  |             | -           | -           | 6      | 1      |        |
| Totale carriera | Totale carriera | Totale carriera | 29         | 1          |                 | 3               | 0               |                    | -                  | -                  |             | -           | -           | 32     | 1      |        |